# Il miglio verde (romanzo)
Il miglio verde (The Green Mile) è un romanzo urban fantasy scritto da Stephen King e pubblicato nel 1996, vincitore del Premio Bram Stoker.
È stato concepito come un romanzo a puntate scritto in corso di pubblicazione, nella tradizione del XIX secolo e in special modo di Charles Dickens, pubblicato in sei volumetti a cadenza mensile, dal 28 marzo al 29 agosto 1996. 
In seguito è stato pubblicato in un unico volume tradizionale in edizione economica, senza modifiche, se non la correzione di una svista (un passo in cui un condannato con la camicia di forza si asciugava la fronte) e l'aggiunta di una nuova introduzione, datata 6 febbraio 1997, nella quale l'autore spiega la genesi dell'opera e ammette che prima o poi vorrebbe rivedere completamente la storia per trasformarla nel romanzo che non ha potuto essere, per via delle circostanze in cui è stata creata.
L'opera è stata adattata per il cinema da Frank Darabont per l'omonimo film del 1999, diretto dallo stesso Darabont ed interpretato da Tom Hanks nel ruolo di Paul Edgecombe e da Michael Clarke Duncan come John Coffey.

## Trama
La storia è raccontata in prima persona da Paul Edgecombe, capo delle guardie del braccio della morte (il Blocco E) del carcere di Cold Mountain, che la scrive in un ospizio dove ricorda della sua passata avventura negli anni trenta. Il corridoio che dalle celle del Blocco E conduce alla sedia elettrica (scherzosamente soprannominata "Old Sparky", la "vecchia scintillante") è chiamato "l'ultimo miglio" nelle altre carceri, mentre a Cold Mountain è chiamato "il miglio verde" per via del colore del pavimento. Il compito di Paul e del suo team (formato da Percy Wetmore, Dean Stanton, Harry Terwilliger e Brutus Howell) è quello di badare ai prigionieri del blocco E e di eseguire materialmente la loro esecuzione.
La vicenda comincia quando viene giustiziato il criminale chiamato il "Capo" e la condanna del "Presidente" viene commutata, e al loro posto arriva il piromane e assassino cajun Eduard Delacroix (chiamato semplicemente Del); questi viene subito preso di mira dalla guardia Percy Wetmore, uomo insolente e crudele a cui piace picchiare e insultare i prigionieri e si dimostra incurante dei consigli dei colleghi, da cui è molto odiato, ma non viene licenziato perché ha parenti altolocati. Delacroix trova un topo che chiama Mr. Jingles, di cui diventa amico e, sostenendo che gli parli, gli insegna anche alcuni piccoli giochi; la presenza del topo è gradita alle guardie, anche perché sembra tranquillizzare il prigioniero, tranne Percy che tenta vanamente di schiacciarlo, e intendono organizzare per Del un piccolo spettacolo in cui si esibirà con l'intelligente roditore in alcuni giochi, come scusa per allontanarlo mentre si svolgono le prove per la sua esecuzione. Nel frattempo, al blocco arriva un nuovo prigioniero, un gigantesco uomo di colore di nome John Coffey, accusato dello stupro e dell'omicidio di due bambine; Coffey ha una scarsa intelligenza (tant'è che ha paura del buio e non riesce ad allacciarsi le scarpe) e si dimostra un buon prigioniero che non fa notare la sua presenza, nonostante la sua non indifferente mole. Inoltre è dotato di poteri soprannaturali, che prova curando una terribile infezione alle vie urinarie di Paul, che decide di non far parola del miracolo a nessuno. Il terzo prigioniero è il demoniaco William Wharton, il quale ama paragonarsi a Billy the Kid e, pur di stremare le guardie, farà di tutto e arriverà a tentare di strozzare Dean e Percy; questi uscirà tanto terrorizzato dal tentato omicidio che si urinerà addosso, e quando Del lo deride per questo, riesce finalmente a schiacciare Mr. Jingles per vendetta; Coffey però cura il topolino, mostrando i suoi poteri davanti al team di Paul. Vedendo fallire la sua vendetta, Percy decide di ritentare: prima dell'esecuzione di Del evita di bagnare la spugna che avrebbe dovuto permettere una migliore conduzione di elettricità nel suo corpo durante l'esecuzione, il che causa un incendio che darà al prigioniero una morte lunga e dolorosa. Paul ha intanto indagato sull'omicidio delle sorelline ed è diventato certo che Coffey è innocente; anzi, comprende che egli avrebbe voluto curarle con i suoi poteri, ma erano già morte quando è arrivato, insieme alla polizia, sulla scena del delitto. Non potendo fare nulla per dimostrare la sua innocenza, Paul decide comunque di risolvere un problema facendosi aiutare da Coffey: la moglie del direttore del carcere Moores è infatti malata terminale di un tumore cerebrale e non può neppure muoversi, quindi Paul e il suo team fanno evadere Coffey di notte per fargliela curare; per riuscirci narcotizzano Wharton, rinchiudono Percy nella cella di isolamento, bloccandolo con la camicia di forza e imbavagliandolo, e lasciano in carcere Dean per giustificare a possibili altri la loro assenza. La pericolosa sortita notturna riesce e Coffey, dopo aver convinto Moores a tentare la sua cura, risucchia il male dalla moglie e la guarisce, quindi le guardie e John tornano in carcere. John getta un "surrogato" del tumore dentro Percy, facendolo uscire di senno e portandolo ad uccidere Wharton, che Paul, grazie anche ad una visione donatagli da Coffey, capisce essere il vero omicida delle sorelline. Percy finisce quindi in stato catatonico, mentre Paul e il suo gruppo cercano un sistema per salvare Coffey, ma egli rifiuta e sarà giustiziato dagli stessi che sanno della sua innocenza. Dopo l'esecuzione di Coffey, Paul chiederà il trasferimento al carcere minorile e non prenderà parte ad altre esecuzioni.
Terminato di scrivere la storia nel presente, Paul la fa leggere alla sua amica Elaine Connelly e poi le mostra Mr. Jingles giusto prima che quest'ultimo muoia dopo 64 anni di vita. Paul spiega che i poteri curativi di John hanno l'effetto di prolungare innaturalmente la vita di coloro che ne sono guariti, ovvero il topolino e lui stesso; poco tempo dopo Elaine muore, senza che Paul abbia tempo di raccontarle come sua moglie gli morì tra le braccia durante un gravissimo incidente stradale di cui lui fu uno dei quatto superstiti, l'unico non ferito gravemente. In quella circostanza, ebbe anche modo di vedere il fantasma di John Coffey guardarlo da un cavalcavia. A 104 anni Paul è ormai rimasto solo, dato che tutti i suoi amici e familiari sono morti, e l'uomo la vede come una punizione per aver ucciso un miracolo vivente di Dio. Riflettendo sullo sproporzionato allungamento della vita di Mr. Jingles (normalmente i topi vivono tre anni) si chiede quindi quanto ancora avrà da vivere.

## Personaggi
- Paul Edgecombe: Protagonista e narratore del romanzo, è il supervisore del braccio della morte del penitenziario di Cold Mountain. È un uomo premuroso che si prende cura degli uomini nel suo blocco, evitando conflitti e mantenendo la pace quando è possibile. È il primo a scoprire le incredibili abilità di John Coffey quando gli cura la sua infezione delle vie urinarie e ha lui l'idea di curare in questo modo Melinda, la moglie del direttore Hal Moores, dal suo tumore al cervello. Si trasferisce a un carcere minorile con Brutus Howell poco dopo l'esecuzione di Coffey, in preda ai sensi di colpa per la morte ingiusta dell'uomo. Come effetto "collaterale" del potere di Coffey conduce una vita lunga, sopravvivendo in tal modo a tutti i suoi conoscenti e ritrovandosi solo.
- Brutus "Brutal" Howell: È il secondo in comando al Miglio Verde e migliore amico di Paul. È un uomo alto e imponente ma per niente violento se non necessario. Il suo soprannome di "Brutal" è ironico, poiché è normalmente calmo e pacato. In passato è stato un giocatore di football che ha continuato a praticare alla Louisiana State University. Dopo gli avvenimenti di Coffey si trasferisce con l'amico Paul a lavorare in un carcere minorile; subisce un infarto fatale in casa propria a cinquant'anni, circa venticinque anni dopo l'esecuzione di Coffey.
- John Coffey: È un uomo di colore enorme e massiccio (alto più di due metri), condannato a morte per lo stupro e l'omicidio di due bambine. È molto silenzioso e chiuso in sé stesso, piange quasi costantemente e ha paura del buio, tanto che durante la sua esecuzione chiede a Paul Edgecombe di non fargli indossare la tradizionale maschera di seta nera usata per bloccare la vista del volto del prigioniero. Sa a malapena scrivere e leggere il proprio nome e neppure allacciarsi le scarpe, nonostante al suo processo l'accusa ha sostenuto che abbia attirato le bambine lontano da casa, messo a tacere il cane da guardia e pianificato con cura il crimine usando le abilità che Paul ritiene essere al di fuori della sua portata. È il prigioniero più calmo e mite che le guardie abbiano mai visto, dotato del potere di curare le persone assorbendo il male che le affligge e sputandolo fuori sotto forma di insetti, tanto da essere ritenuto un miracolo vivente. Si scopre innocente degli stupri e degli omicidi, ma si lascia giustiziare ugualmente perché stanco di tutta la crudeltà del mondo. Divenuto spirito, sembra vegliare sul suo amico Paul tempo dopo la sua esecuzione.
- Percy Wetmore: È una giovane guardia dal carattere sadico rasente la psicopatia. È odiato da Paul e dalle altre guardie a causa dei suoi modi violenti, ma non possono farci nulla perché è il nipote della moglie del governatore dello stato. Accusa Delacroix di averlo toccato e molestato nonostante fosse probabilmente solo inciampato per sbaglio. Successivamente subisce un assalto da William Wharton durante il quale si urina addosso e viene per questo preso in giro da Delacroix. Per rappresaglia, Percy cerca prima di uccidere il suo topo addomesticato e poi sabota deliberatamente l'esecuzione del criminale. Coffey trasmette in lui il male di Melinda per fargli uccidere Wharton come punizione per la malvagità dei due uomini; dopo l'atto, infatti, Percy cade in stato catatonico irreversibile e viene inviato all'istituto psichiatrico di Briar Ridge dove muore nel 1965 in un incendio.
- William "Cane Pazzo" Wharton: Criminale estremamente violento e sadico, condannato a morte per vari crimini. Non gli piace il soprannome di "Cane Pazzo", preferendo quello di "Billy the Kid" che porta anche tatuato sull'avambraccio come omaggio all'omonimo criminale . Al suo arrivo al Blocco E si finge imbottito di tranquillanti per poi tentare di strangolare a morte Dean Stanton, quasi riuscendoci. Continua a creare scompiglio al Miglio giocando brutti scherzi alle guardie come urinare sulle loro gambe e sputare una merenda masticata in faccia a Brutal. Viene punito con l'isolamento, che ogni volta sembra terrorizzarlo a dovere pur non impartendogli mai una lezione definitiva. Durante il trasporto di Coffey a Hal Moores, Bill lo afferra per un braccio attraverso le sbarre e l'uomo riesce così a vedere con il suo potere che è stato lui a uccidere e stuprare le due gemelle, delitto per cui Coffey è stato ingiustamente condannato. Coffey trasmette quindi a Percy il male estratto da Melinda, portandolo a uccidere Wharton come punizione per la sua malvagità.
- Eduard "Del" Delacroix: È un prigioniero Cajun con una conoscenza abbastanza limitata della lingua inglese. È incarcerato per multiplo omicidio, avendo stuprato e ucciso una ragazza per poi cercare di dare fuoco al corpo causando l'incendio di un edificio vicino. Mentre si trova sul Miglio, Del stringe un legame con un topo di nome Mr. Jingles, che diventa il suo migliore amico nei suoi ultimi giorni nel braccio della morte. È in forte contrasto con la guardia Percy, che lo odia particolarmente poiché crede che lo abbia toccato in una determinata circostanza (quando si tratterebbe in realtà di un incidente) e perché lo ha deriso quando si è fatto la pipì addosso dopo un'aggressione da parte di Wharton. Come rappresaglia, Percy cerca prima di uccidere Mr Jingles e poi non bagna la spugna per l'esecuzione di Delacroix facendolo morire tra atroci sofferenze in uno spettacolo raccapricciante.
- Mr. Jingles: Un topo insolitamente intelligente a cui piacciono i dolci alla menta. Diventa amico di Eduard Delacroix nei pochi giorni precedenti l'esecuzione dell'uomo, ottenendo la simpatia anche del resto del Blocco E tranne Percy, il quale quasi lo uccide calpestandolo prima che Coffey lo guarisca con i suoi poteri. Questo gli dà una maggiore longevità; dopo l'esecuzione di Delacroix viene preso in custodia da Paul che se ne occupa fino alla morte dell'animale 64 anni dopo.
- Arthur "Presidente" Flanders: Detenuto nel braccio della morte, condannato per aver ucciso suo padre in uno schema di frode assicurativa. La sua pena è commutata successivamente in ergastolo, salvo essere ucciso da un detenuto sconosciuto nella lavanderia della prigione.
- Arlen "Il Capo" Bitterbuck: Un detenuto del braccio della morte Washita Cherokee, condannato per aver ucciso un uomo in una rissa da ubriaco per un paio di stivali. La sua esecuzione è la prima delle tre citate nella storia di Paul.
- Janice Edgecombe: L'amorevole moglie di Paul Edgecombe; conosce il potere di Coffey e la sua innocenza, disperandosi nello scoprire che verrà giustiziato ugualmente. Muore in un incidente d'autobus sulla strada per la laurea di suo nipote nel 1956.
- Hal Moores: Il direttore del penitenziario di Cold Mountain. Sua moglie Melinda è gravemente malata di cancro, ma viene curata da Coffey.
- Melinda Moores: Moglie di Hal, è affetta da una forma avanzata di tumore al cervello che la sta portando alla morte. Viene curata da Coffey, al quale dona la propria medaglia di San Cristoforo come ringraziamento. Muore dieci anni dopo l'esecuzione di Coffey per un infarto.
- Curtis Anderson: L'assistente di Moores.
- Dean Stanton: Una guardia del Blocco E che viene strangolata e quasi uccisa da William Wharton. Padre di due figli piccoli, non prende attivamente parte allo spostamento di John Coffey per curare Melinda Moores a causa del rischio di perdere il lavoro, dovendo mantenere una famiglia al contrario dei colleghi. Chiede la ricollocazione al Blocco C dopo la morte di John Coffey, venendo assassinato da un detenuto quattro mesi dopo.
- Harry Terwilliger: Una delle guardie principali del Blocco E insieme ai suoi colleghi e amici Paul Edgecombe, Brutus Howell e Dean Stanton. Muore di cancro molto tempo dopo l'esecuzione di John Coffey.
- Bill Dodge: Una guardia ""supplente" del Blocco E (non assegnata in modo permanente).
- Jack Van Hay: Una guardia che fa parte della squadra esecutiva; gestisce la stanza degli interruttori, per dare corrente alla sedia elettrica.
- Toot Toot: Un fiduciario che sostituisce i condannati durante le prove di esecuzione e vende snack a prigionieri e guardie.
- Burt Hammersmith: Un reporter che ha scritto degli omicidi delle gemelle Detterick e del processo a John Coffey. Pur credendosi un uomo " illuminista", mostra pregiudizi razzisti verso le persone di colore e cerca di convincere Paul della colpevolezza di Coffey.
- Elaine Connelly: Un'amica di Paul nell'odierna casa di riposo dove racconta la sua storia. È la nonna del Presidente della Camera dei rappresentanti della Georgia, usando questa posizione per spaventare Brad Dolan e impedirgli di molestare Paul.
- Homer Cribus: Lo sceriffo della contea di Trapingus, dove hanno avuto luogo gli omicidi delle gemelle Detterick. Nonostante non abbia partecipato all'arresto di John Coffey, si presenta all'esecuzione. È un battista schietto con un forte pregiudizio razziale e immensamente sovrappeso. Muore successivamente per un attacco di cuore mentre ha un rapporto sessuale con un afroamericano di 17 anni nel suo ufficio.
- Rob McGee: Il vice sceriffo della contea di Trapingus, che guidò il gruppo di ricerca che trovò John Coffey. Pur mostrando forti dubbi sulla colpevolezza di Coffey dopo che gli sono mostrati segni di innocenza da Paul Edgecombe, è ancora impotente a chiedere un appello in quanto è subordinato allo sceriffo Cribus, che presumibilmente spera nell'esecuzione dell'uomo.
- Brad Dolan: Un impiegato nella casa di riposo dal carattere maligno che molesta verbalmente e fisicamente Paul Edgecombe. Paul lo paragona fortemente a Percy Wetmore, tanto che in alcune occasioni lo scambia per lui. Smette di infastidire Paul dopo che Elaine lo minaccia con le sue conoscenze politiche potenti.
- Kathe e Cora Detterick: Le due piccole gemelle violentate e uccise, delitto per cui viene condannato John Coffey. In realtà il colpevole è Wharton, bracciante della loro famiglia che le portò via dalla loro abitazione minacciando di uccidere una delle due se l'altra avesse chiamato aiuto.
- Klaus e Marjorie Detterick: I genitori delle gemelle Detterick; Marjorie scoprì per prima la scomparsa delle bambine e Klaus, assieme al figlio maggiore, trovò Coffey assieme ai cadaveri delle figlie. Assistono all'esecuzione di Coffey.

## Genesi dell'opera
Il romanzo nasce come una delle "storie da letto" che l'autore sviluppava nella propria mente, a letto, di notte, quando non riusciva a dormire a causa dell'insonnia. La stessa origine hanno le novelle della raccolta Stagioni diverse.
Una di queste storie, risalente al 1992-1993, intitolata Quel che l'occhio vede, raccontava di un condannato a morte, un nero gigantesco, chiamato Luke Coffey, che prima dell'esecuzione prendeva a interessarsi di illusionismo e riusciva a far scomparire se stesso. L'io narrante era un vecchio detenuto, affiancato da un topolino. Pur trovandola una buona idea, provò decine di versioni senza esserne soddisfatto, finendo per abbandonarla.
Un anno e mezzo più tardi, recuperò l'idea, trasformando il protagonista da aspirante mago in una sorta di guaritore e cambiandogli nome in John Coffey (trattandosi di un innocente giustiziato e di un "redentore", ebbe l'idea di dargli le significative iniziali J.C., come già aveva fatto William Faulkner con il personaggio Joe Christmas nel romanzo Luce d'agosto), sostituendo al vecchio detenuto nel ruolo di narratore un agente di custodia, e spostando il penitenziario da Evans Notch a Cold Mountain. Ma, pur continuando a trovarla una storia valida, la considerava anche difficilissima da scrivere, per il desiderio di mantenere il sapore favolistico, non realistico, e perché già impegnato in attività più agevoli.
Quando il suo agente per i diritti esteri Ralph Vicinanza, dopo averne discusso con l'editore inglese Malcolm Edwards, gli propose di cimentarsi con l'esperimento di pubblicare un romanzo a puntate, come quelli di Dickens, King accettò il progetto proprio perché sarebbe stata l'occasione per forzarsi a terminare la storia, anche se questo significò dover rispettare impegnative scadenze di pubblicazione e strutturare la storia ideando un momento culminante per ogni episodio.

## Storia editoriale
Il miglio verde venne originariamente pubblicato nei seguenti volumi:
- Volume 1: Le due bambine scomparse (Two Dead Girls)
- Volume 2: La tana del topo (The Mouse on the Mile)
- Volume 3: Le mani di Coffey (Coffey's Hands)
- Volume 4: La strana morte di Eduard Delacroix (The Bad Death of Eduard Delacroix)
- Volume 5: Viaggio nella notte (Night Journey)
- Volume 6: L'ultimo viaggio di Coffey (Coffey on the Mile)

L'accoglienza generale fu molto positiva, sia da parte dei lettori che di gran parte dei critici, ben al di sopra delle aspettative dell'autore, che temeva il fiasco commerciale. Per sopperire però al punto dolente della pubblicazione a episodi, il prezzo complessivo, l'intero racconto, senza modifiche, fu poi pubblicato in un volume in edizione economica, nella cui introduzione King scrisse però che per essere un vero romanzo avrebbe dovuto essere rivisto interamente.

## Precedenti romanzi a puntate
Nella prefazione, King cita due precedenti esperimenti di romanzi a puntate: Il falò delle vanità di Tom Wolfe, pubblicato su Rolling Stone, e Blackwater di Michael McDowell pubblicato per la Avon Books.

## Edizioni
- Stephen King, Il miglio verde, traduzione di Tullio Dobner, collana Super bestseller, Sperling & Kupfer, 2000,  p. 572, ISBN 88-8274-129-X.